# Workoholismus
Workoholismus či workholismus je „závislost na práci“. Pojem vznikl ve Spojených státech amerických analogií s alkoholismem, kdy za základ slova bylo vzato anglické work – práce. Samotný pojem workholismus se v české odborné literatuře začíná objevovat až po roce 1989. Workholismus je choroba typická především pro Yuppies, což je označení pro mladé městské ambiciózní muže usilující pouze o práci.

## Ohrožené osoby
Workholismus postihuje hlavně osoby s vyšším vzděláním a častěji ženy než muže. Větší riziko vzniku závislosti na práci mají lidé ve vyšších funkcích. Většinou jsou to lidé, kteří do práce unikají z konfliktní rodinné atmosféry nebo si prací kompenzují komplexy méněcennosti, nízkou sebedůvěru. Bývají to lidé osamělí nebo nespokojení v partnerském vztahu, kteří si z práce udělali jedinou náplň života. Workholici často slibují víc než mohou splnit, dělají několik věcí najednou, a když nepracují, trpí pocitem viny. Mnoho workholiků po různě dlouhou dobu sklízí úspěchy v práci. Dříve nebo později ale nastává zlom, vyčerpaný workholik nedokáže udržet nasazené tempo a jeho práce není zdaleka tak efektivní jako dříve.

## Kdy hovořit o závislosti?
O závislosti na práci je možné hovořit v případě, kdy se práce stává v životě jednoznačně dominantním tématem. Workoholik je člověk, jemuž práce likviduje zájmy a koníčky, často také sociální a partnerský život, stává se nejčastější myšlenkou i nejběžnějším konverzačním tématem.

## Typy workholiků podle profesora Robinsona
- Urputný typ – pracuje nadměrně vždy a za všech okolnost, tj. ve dne i v noci. Pracuje, když je potřeba i když není, a také když ho to baví i když ne. Moc mu neříká ani rekreace, ani zábava, natož pasivní odpočinek.
- Záchvatový typ – pracuje v nárazech, které jsou následovány zhroucením. Tyto nárazové záchvaty se poté projevují také v soukromém životě. Člověk se cítí unavený, vyčerpaný a trpí depresemi.
- Aktivní typ s poruchami pozornosti – nesnáší, když se nic neděje, a hlavně nesnáší nudu. Rád vyvolává komplikace a problémy, které by potom mohl řešit. Začne mnoho věcí, ale málo jich dokončí a často postrádá smysl pro realitu.
- Vychutnávač – není s prací nikdy hotov. Postupuje pomalu, metodicky, se snahou o co nejvyšší dokonalost. Nic mu není dost dobré. Zdržuje se kvůli němu mnoho záležitostí a svým perfekcionismem často brnká druhým na nervy.
- Opečovávač – klade zájmy druhých vždy vysoko nad své vlastní, a dostává se tak často do stavů naprostého vyčerpání, které nakonec snižuje i jeho pracovní výkonnost.

## Kdo je a kdo není workoholik?
Pokud je člověk workholikem, nedokáže práci vyhradit pouze určitý čas. Pracuje 12 i více hodin denně a potřebuje mít pocit, že má úplně všechny pracovní činnosti pod kontrolou. Řeší většinou pouze pracovní vztah a pracovní činnosti. Rodina se mu tím vzdaluje, ale to si neuvědomuje nebo nechce uvědomit. Není schopen řešit mimopracovní problémy či soustředit se na mimopracovní činnosti a aktivity.
Workoholik má úplně převrácený žebříček hodnot.[zdroj?] Na prvním místě je u něj práce, a až teprve potom rodina. Naopak člověk, který o sobě tvrdí, že je workoholik, jím většinou není.[zdroj?] Například lidé, kteří se začali zabývat novou aktivitou, zapracovávají se na novém pracovišti nebo v nové roli, nebo i lidé, kteří si nedokážou zorganizovat práci, tráví prací či v zaměstnání dlouhé hodiny. Pokud má však člověk i jiné zájmy, na práci závislý není.

## Příčiny
Workholismus je závislost až na výjimky jako každá jiná. I tato způsobuje abstinenční příznaky v podobě nervozity, stresu, špatného spánku apod. Ovšem problém je v tom, že v případě závislosti na práci nelze naordinovat abstinenci. Práce je součástí života každého člověka, potřebuje ji. Kromě toho, že je také zdrojem obživy, práce naplňuje, obohacuje a pro zdravého a tvořivého člověka je tedy nezbytná. Workoholismus je však stavem, kdy se práce stává jedinou životní prioritou. Takový člověk nedokáže vypnout a má podobné nároky i na své spolupracovníky. Workoholismus je stavem, kdy člověk nedokáže normálně odpočívat, relaxovat ani dostatečně spát.

## Zdravotní problémy
Workholik nezná volné víkendy, natož dovolené. Mobil má neustále u ruky. Takový životní styl se podepisuje na jeho tělesném i duševním zdraví. Často se vyskytují bolesti hlavy a únava, vyšší riziko je i u srdečních onemocnění a dechových potíží. Imunitní systém je oslaben a projevuje se častým nachlazením nebo obtížemi pohybového systému. Tito lidé mají vysoký krevní tlak, často více kouří a pijí a berou léky. 
Dalším problémem je často stravování. Workholik mu nevěnuje žádnou pozornost. Prioritou je co nejkratší čas konzumace, aby ho jídlo nezdržovalo od práce. Druhým extrémem je zahánění stresu jídlem, tedy přejídání. V obou případech jsou téměř jistě důsledkem zažívací problémy.
Dalšími varovnými znaky je chování a psychika. Člověk častěji vybuchuje, je neklidný a příliš aktivní, trpí nespavostí, nesoustředěností, nedokáže se uvolnit a odpočívat. Není schopný projevit druhým náklonnost a ocenit je, chybí komunikace a často sklouzne k povrchním vztahům. U těžkých případů mohou nastat i infarkty a mozkové mrtvice, které mohou v lepším případě vystrašit dotyčného tak, že se začne chovat rozumně.

## Léčba
Stejně jako alkoholismus a jiné závislosti i workoholik se může ze své nemoci léčit. Podmínkou je zájem a motivace postiženého člověka, čehož není jednoduché docílit. Cílem úspěšné léčby alkoholika je jeho úplná doživotní abstinence. Jenže práce je jednou z podstat lidského bytí, a proto cílem léčby nemůže být ukončení práce, ale usměrnění vztahu workoholika k práci. Je potřeba, aby změnil svoje životní hodnoty, začal se zajímat i o jiné věci, a především aby oddělil práci a soukromí a vymanil se tak z jejího pro workoholika škodlivého vlivu.
Dalšími důležitými prvky léčby je kontrola celkového tělesného a duševního stavu, relaxační techniky, a především pravidelná a racionální strava a životospráva. Také existence partnerského nebo jiného mezilidského vztahu hraje při léčbě významnou roli. Partner by měl dát najevo vzájemnou potřebnost ve vztahu.